# Periodo di rivoluzione
Il periodo di rivoluzione è il tempo che un corpo orbitante, ad esempio un pianeta, impiega per compiere un'orbita completa durante il suo moto di rivoluzione.

## Tipologia
Per gli oggetti intorno al Sole, il periodo di rivoluzione può essere calcolato in diversi modi: 
- Il periodo siderale è il tempo che impiega l'oggetto per compiere un'intera orbita intorno al Sole, ovvero il tempo impiegato per ritornare allo stesso punto rispetto alle stelle fisse (per la Terra ad esempio è di 365,256366 giorni). Comunemente per periodo di rivoluzione, per semplicità, si intende la rivoluzione siderale.
- Il periodo sinodico è il tempo che impiega un oggetto, osservato dalla Terra, per ritornare nella stessa posizione del cielo, rispetto al Sole. È il tempo che passa tra due congiunzioni successive col Sole, ed è il periodo orbitale apparente (visto dalla Terra) dell'oggetto. La rivoluzione sinodica differisce dalla rivoluzione siderale perché la Terra stessa gira intorno al Sole.
- Il periodo draconitico è il tempo che intercorre tra due passaggi dell'oggetto al suo nodo ascendente, il punto della sua orbita dove attraversa l'eclittica dal suo emisfero meridionale all'emisfero settentrionale. Differisce dal periodo siderale per effetto della lenta precessione della linea dei nodi dell'oggetto.[1]
- Il periodo anomalistico è il tempo che passa tra due passaggi dell'oggetto al suo perielio, il punto più vicino al Sole. Differisce dal periodo siderale per la precessione del semiasse maggiore dell'oggetto. L'anno anomalistico della Terra risulta superiore a quello siderale per circa 4 minuti e 43 secondi[2]
- Il periodo tropico, infine, è il tempo che passa tra due passaggi dell'oggetto all'ascensione retta zero. È lievemente più corto del periodo siderale per la precessione del punto vernale. Il ciclo della precessione assiale della Terra, noto come precessione degli equinozi, ricorre ogni 25.772 anni.[3]

## Relazione tra periodo siderale e sinodico

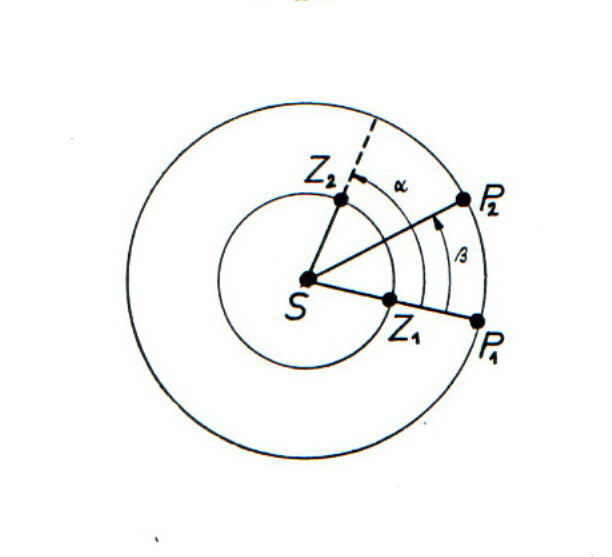
La relazione tra il periodo siderale e sinodico di un pianeta

Niccolò Copernico concepì una formula matematica per calcolare il periodo siderale di un pianeta partendo dal suo periodo sinodico.   
Usando le abbreviazioni  
{\displaystyle E} = il periodo siderale della Terra (un anno siderale)
{\displaystyle P} = il periodo siderale dell'altro pianeta
{\displaystyle S} = il periodo sinodico dell'altro pianeta (visto dalla Terra)
Durante il tempo S, la Terra si sposta di un angolo di (360°/E)S (presumendo un'orbita circolare) e il pianeta si muove (360°/P)S.  
Consideriamo il caso di un pianeta interno,  (un pianeta con orbita più interna di quella  della Terra: Mercurio e Venere).  
{\displaystyle {\frac {S}{P}}360^{\circ }={\frac {S}{E}}360^{\circ }+360^{\circ }}
ed usando l'algebra otteniamo  
{\displaystyle P={\frac {1}{{\frac {1}{E}}+{\frac {1}{S}}}}}
Per un pianeta esterno, similmente:  
{\displaystyle P={\frac {1}{{\frac {1}{E}}-{\frac {1}{S}}}}}
Le formule qui sopra possono essere facilmente comprese considerando le velocità angolari della Terra e dell'oggetto: l'apparente velocità angolare dell'oggetto, è la sua vera (siderale) velocità angolare meno quella della Terra, e il periodo sinodico è semplicemente un cerchio completo diviso da quell'apparente velocità angolare.

### Tabella di correlazione
Tabella di periodi sinodici dei pianeti e di altri corpi celesti del sistema solare, relativi alla Terra:  
|          | Periodo siderale | Periodo sinodico | Periodo sinodico |
| Mercurio | 0,241 anni       | 0,317 anni       | 115,9 giorni     |
| Venere   | 0,615 anni       | 1,599 anni       | 583,9 giorni     |
| Terra    | 1 anno           | —                | —                |
| Luna     | 0,0748 anni      | 0,0809 anni      | 29,5306 giorni   |
| Marte    | 1,881 anni       | 2,135 anni       | 780,0 giorni     |
| Cerere   | 4,600 anni       | 1,278 anni       | 466,7 giorni     |
| Giove    | 11,87 anni       | 1,092 anni       | 398,9 giorni     |
| Saturno  | 29,45 anni       | 1,035 anni       | 378,1 giorni     |
| Urano    | 84,07 anni       | 1,012 anni       | 369,7 giorni     |
| Nettuno  | 164,9 anni       | 1,006 anni       | 367,5 giorni     |
| Plutone  | 248,1 anni       | 1,004 anni       | 366,7 giorni     |
| Eris     | 557,0 anni       | 1,002 anni       | 365,9 giorni     |

## Calcolo del periodo siderale

### In astrodinamica

Grafico logaritmico del periodo (T) rispetto all'asse semi-maggiore (a). La pendenza di 3/2 mostra che T ∝ a^{3/2}.

In astrodinamica il periodo di rivoluzione {\displaystyle T} di un oggetto con massa trascurabile in orbita (circolare o ellittica) ad un corpo centrale è:
{\displaystyle T=2\pi {\sqrt {a^{3}/\mu }}}
con  
{\displaystyle \mu =GM} (Costante gravitazionale planetaria)
dove:  
- {\displaystyle a} è la lunghezza del semiasse maggiore dell'orbita,
- {\displaystyle G} è la costante gravitazionale,
- {\displaystyle M} è la massa del corpo centrale.

Da notare che, per tutte le ellissi con un determinato semiasse maggiore, il periodo orbitale è lo stesso, qualunque sia l'eccentricità.  
Per la Terra come corpo centrale (e per altri corpi sfericamente simmetrici con la stessa densità media) otteniamo  
{\displaystyle T=1{,}4{\sqrt {(a/R)^{3}}}}
e per un corpo di acqua  
{\displaystyle T=3{,}3{\sqrt {(a/R)^{3}}}}
T espresso in ore, R è il raggio del corpo.  
In questo modo, in alternativa all'usare un numero molto piccolo come G, la forza di gravità universale può essere descritta usando alcuni materiali di riferimento, come l'acqua: il periodo di rivoluzione di un'orbita appena sopra la superficie di un corpo sferico d'acqua è 3 ore e 18 minuti. Di contro, questo può essere usato come sorta di unità "universale" di tempo.  
Per il Sole come corpo centrale otteniamo semplicemente  
{\displaystyle T={\sqrt {a^{3}}}}
 T  in anni, a in AU.

### In meccanica celeste
Nella meccanica celeste, quando le masse di entrambi i corpi orbitanti devono essere prese in considerazione, il periodo orbitale  {\displaystyle P} può essere calcolato come segue:
{\displaystyle P=2\pi {\sqrt {\frac {a^{3}}{G\left(M_{1}+M_{2}\right)}}}}
dove:  
- {\displaystyle a} è la somma dei semiassi maggiori delle ellissi nelle quali i centri dei corpi si muovono (che è uguale alla  separazione costante delle loro orbite circolari),
- {\displaystyle M_{1}} e {\displaystyle M_{2}} sono le masse dei corpi,
- {\displaystyle G} è la costante gravitazionale.

Il periodo orbitale è indipendente dalle dimensioni: in un modello in scala sarebbe lo stesso, se le densità sono le stesse.  
In una traiettoria parabolica o iperbolica il moto non è periodico, e la durata della traiettoria completa è infinita.